# Kolonia (Chełmce)
Kolonia – część wsi Chełmce w Polsce położona w województwie świętokrzyskim, w powiecie kieleckim, w gminie Strawczyn.
W latach 1975–1998 Kolonia administracyjnie należała do województwa kieleckiego.